# Marc Emili Pap (sacerdot)
Marc Emili Pap (llatí: Marcus Aemilius Papus) va ser un sacerdot romà. Era Curió Màxim. Va morir l'any 210 aC.